# Monsinjor
Monsinjor je vjerski naslov koji se odnosi na svakog biskupa ili češće nadbiskupa koji nije uzdignut do službe kardinala te na prelate i kanonike. 
Pandan monsinjoru u pravoslavnim Crkvama je protojerej.
U njemačkome jeziku kratica je Msgr., talijanskom Mons., engleskome Msgr, Mgr ili Mons, dok je u hrvatskome bilo uobičajeno msgr. i mgr. Trenutačno važeći pravopisi poznaju samo oblik msgr.
Titulu monsinjora obično koriste svećenici koji su primili jedan od tri razreda papinskih časti:
- Apostolski protonarij
- Prelat Njegove Svetosti
- Kapelan Njegove Svetosti[5]

Papa Pavao VI. je u svom motu propriju Pontificalis Domus smanjio broj papinskih časti koje daju pravo na titulu monsinjora s 14 na 3.